# Zahumje
Zahumje ali Zahumlje (srbsko: Zahumlje), kasneje Hum, je srednjeveško samostojno ozemlje (sklavinija, kneževina) ob Jadranskem morju med Neretvo in Dubrovnikom, vključno s polotokom Pelješcem. Na severo-zahodu je Zahumje mejilo s področjem Neretljanov (Paganov) in s  hrvaško državo, na severu z Bosno, na vzhodu s Srbijo in na jugovzhodu s Travunijo in Dubrovnikom. Ston, ki je bil sedež nadškofije, je bil morda tudi glavno mesto dežele. Najbolj znani zahumski knez je bil Mihajlo Višević, ki je živel v času kralja Tomislava.